# Bosquejo de un viaje a una provincia del interior

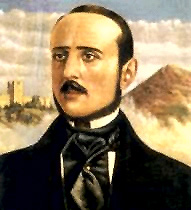
Enrique Gil y Carrasco.

Bosquejo de un viaje a una provincia del interior es una obra del escritor romántico y periodista español, Enrique Gil y Carrasco. Precedente de las guías turísticas, se desarrolla en las comarcas del antiguo Reino de León.

## Descripción
La obra se compone de 8 artículos publicados entre el 3 de febrero y el 27 de abril de 1843 en el periódico El Sol, basadas en las excursiones que realizó por su tierra natal durante el verano de 1842. La obra, según pone de manifiesto el autor al inicio de la narración, es un intento por desterrar la visión que sobre "todas las provincias del interior y de su parte más occidental" de España se describe en los relatos de numerosos viajeros extranjeros que visitan España en ese siglo y anteriormente.
El conjunto de artículos le servirían para documentar El Señor de Bembibre su novela más conocida.
Se hace acompañar en la ficción por un aldeano en sus distintas excursiones por El Bierzo y la La Maragatería, opinando también sobre la ciudad de León, Castilla (ambas castillas), el País Vasco e incluso un viaje a París. La temática se ha mezclado y confundido en ocasiones con el conjunto de artículos costumbristas publicados en el "Semanario pintoresco español".

## Otras obras inspiradas en ésta
El escritor y periodista berciano, Valentín Carrera, publicó en 1988 "El viaje del Vierzo" libro inspirado y en homenaje a esta obra de Gil y Carrasco, según palabras del propio autor, y que en el año 2008 se completó, tanto en homenaje como en extensión, con una "segunda parte" titulada "Viaje al interior por la provincia del Bierzo" (libro y DVD). Otro berciano, Raúl Guerra Garrido, también publicó una obra titulada: "Viaje a una provincia interior. El Bierzo"